# Wildrosen

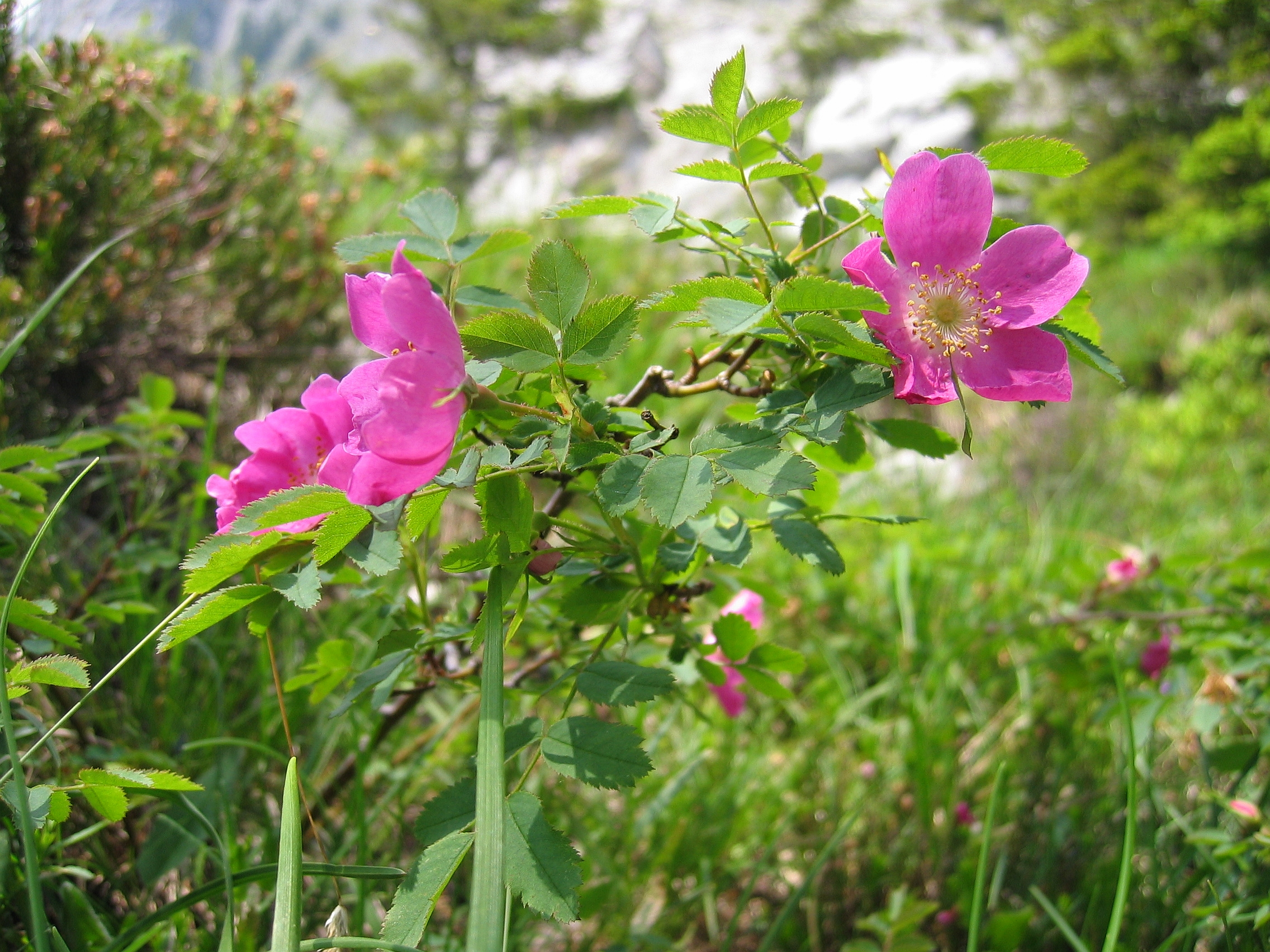
Gebirgs-Rose (Rosa pendulina)

Wildrosen ist ein Begriff aus der Rosenzucht und bezeichnet eine Rosenklasse der nicht über Artgrenzen hinweg gekreuzten Arten der Gattung Rosen (Rosa) und ihren Sorten.

## Beschreibung

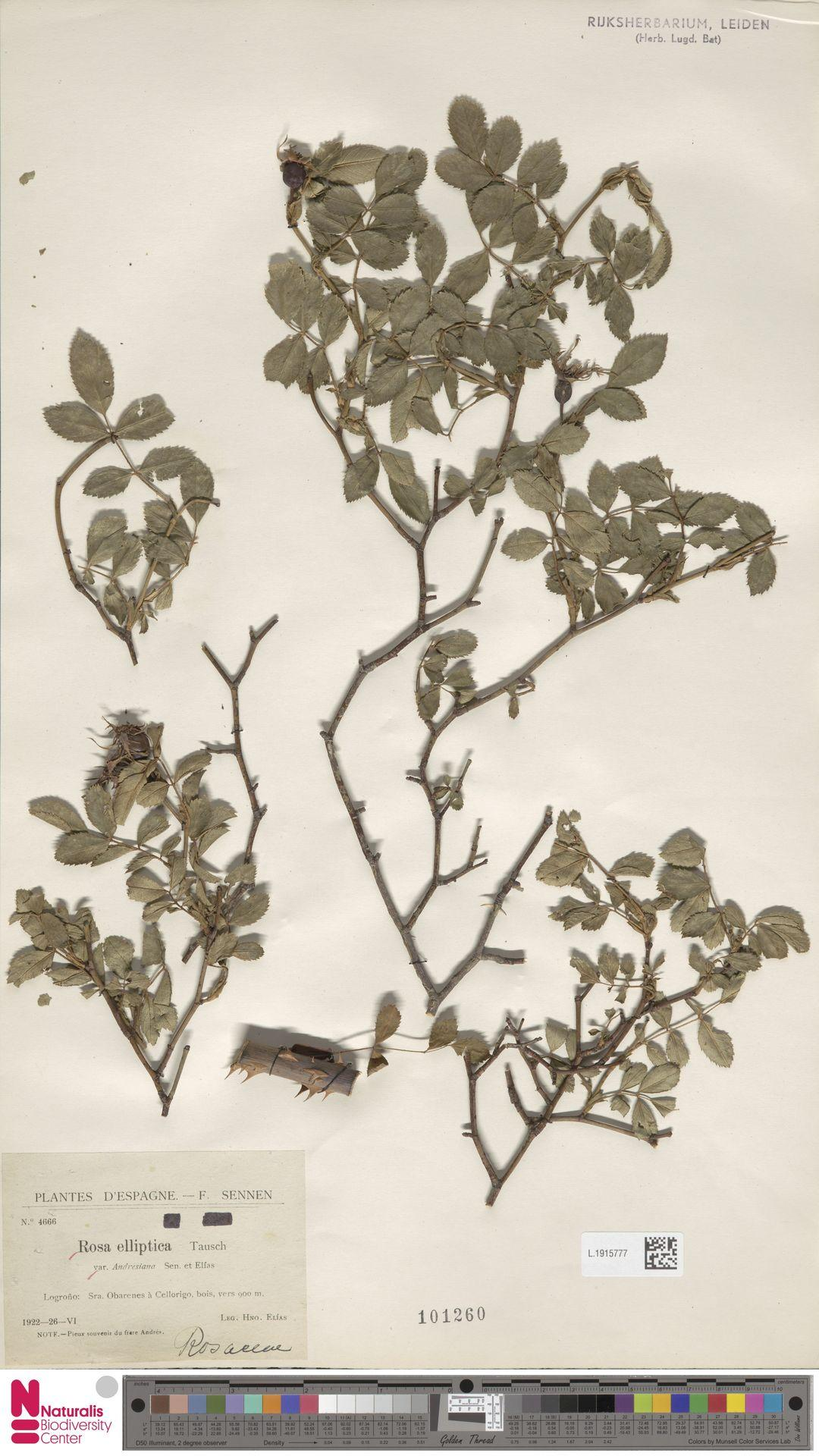
Rosa elliptica

Zu den Merkmalen siehe Hauptartikel Rosen (Rosa).
Wildrosen-Arten und ihre Sorten sind grundsätzlich Sträucher: Die Blüten sind einfach, also ungefüllt mit fünf Kronblättern (Petalen). Die Blüten besitzen zahlreiche Staubblätter. Es werden fleischige Hagebutten gebildet. Neben diesen grundsätzlichen Merkmalen der Wildrosen-Arten ist das Erscheinungsbild der Wildrosen sehr variabel. Größe und Habitus von Wildrosen-Arten sind sehr unterschiedlich; in kargen Gebieten gedeihen Wildrosen-Arten, die gelegentlich nur Wuchshöhen von 15 Zentimetern erreichen. In manchen Gegenden Asiens, wie in China oder Indien, finden sich dagegen Wildrosen-Arten wie etwa Rosa gigantea, die als Kletterrosen Wuchshöhen von bis zu 30 Metern erreichen können. Daneben finden sich straff aufrechte Sträucher und solche, die durch Ausläufer dichte Dickichte ausbilden.

## Geschichte der Nutzung
Schon die Babylonier züchteten und nutzten Rosen und konservierten den Duft ihrer Blüten: Sie tauchten die Blütenblätter in Fett und verarbeiteten dieses dann zu duftenden Salben. In Persien wurde vermutlich die Destillation von Rosenöl erfunden, das auch im antiken Rom bekannt war. Auch in China wurden bereits in früher Zeit Wildrosen kultiviert.
In der Landesgüterverordnung Karls des Großen wurde um 800 n. Chr. der Rosenanbau empfohlen, damals nutzte man die Blütenblätter der Rosa gallica 'Officinalis', auch „Apotheker-Rose“ genannt, als Mittel zum Gurgeln sowie für Bäder bei schlecht heilenden Wunden und bei entzündeten Augen.
Um 1600 gelangten einige gelbe Rosen (Rosa hemisphaerica und Rosa foetida) aus Asien nach Europa, aus denen später viele der modernen gelben Rosen-Arten gezüchtet wurden. Eine Rosenzucht in größerem Stil begann jedoch erst, als man durch den Handel mit Asien im späten 18. Jahrhundert in Westeuropa chinesische und europäische Rosen miteinander zu kreuzen begann.
Bei der Rosenzucht der Rosenklassen haben vor allem sieben Arten eine große Rolle gespielt – auf sie gehen fast alle Kulturformen der meist gefüllten Garten-Rosen zurück: Rosa chinensis, Rosa gigantea, Büschel-Rose (Rosa multiflora), Rosa moschata, Rosa fedtschenkoana, Rosa gallica und Rosa foetida. Bei der Rosenzucht der letzten Jahrzehnte hat außerdem die Wildrosen-Art Rosa rugosa eine größere Rolle gespielt. Durch sie wurden in Kultursorten der Garten-Rosen Winterhärte und Krankheitsresistenz eingezüchtet.
Als Tee, Öl oder zu Marmelade verarbeitet werden Hagebutten auch von Menschen genutzt.

## Ökologische Bedeutung
Zur ökologischen Bedeutung siehe Hauptartikel Rosen (Rosa).

## Arten und Verbreitung
Zur Zahl der Rosen-Arten und ihrer Verbreitung siehe Hauptartikel Rosen (Rosa). Zu Arten siehe Rosen#Systematik, botanische Geschichte und Verbreitung.